# Lost Tapes
Lost Tapes ist ein Extended Play der deutschen Hip-Hop-Musiker Kollegah und Rizbo. Sie erschien am 11. Dezember 2015 als Beilage der limitierten Deluxe-Box des Albums Zuhältertape Volume 4 über Selfmade Records. Lost Tapes enthält laut eigenen Aussagen unveröffentlichte Aufnahmen aus den Jahren 2005 bis 2009.

## Hintergrund
Nachdem Kollegah einige Jahre keine gemeinsamen Songs mit Hip-Hop-Produzent Rizbo aufgenommen hatte, nahm er im Zuge der Produktionsphase des Samplers Chronik 3 wieder Kontakt zu diesem auf. Bei der Durchsicht des alten Materials entdeckten die Musiker nach eigenen Angaben unveröffentlichte Lieder, die zum Teil nur aus einzelnen Strophen bestanden. Anstatt neue Beiträge mit Rizbo für den Label-Sampler aufzunehmen, wählte Kollegah zehn ältere Stücke aus, die er chronologisch sortierte und zu einer EP zusammenfasste. Der Song Edelmetalle entstand angeblich 2005 im Zuge der Aufnahmen des Zuhältertape (X-Mas Edition). Profikiller und Treibhausplantagen wurden ein Jahr später, angeblich für das Mixtape Boss der Bosse, aufgenommen. Das Stück Überlegene Psyche sei ursprünglich als Teil des ersten Soloalbums Kollegahs Alphagene gedacht gewesen. Mit Kunstsammlungsraub und Bordellbettmatratzen sind angeblich zwei Lieder aus der Entstehungsphase des Albums Kollegah vertreten. Arbeiterghettoviertel und Würgereflex sollten ursprünglich 2009 auf Jung, brutal, gutaussehend erscheinen. Die Songs Ahornblattflaggen und Mondsichellichterschein entstanden angeblich für Zuhältertape Volume 3. Am 12. November gab der Rapper in einem Online-Video seiner Reihe Bosshaft unterwegs die Veröffentlichung der EP als Beilage des Zuhältertape Volume 4 bekannt.

## Titelliste
1. Edelmetalle – 1:20
2. Profikiller – 1:29
3. Treibhausplantagen – 1:14
4. Überlegene Psyche – 2:27
5. Kunstsammlungsraub – 1:33
6. Bordellbettmatratzen – 1:43
7. Arbeiterghettoviertel – 1:03
8. Würgereflex – 1:26
9. Ahornblattflaggen – 1:49
10. Mondsichellichterschein – 1:54